# Douglas o camelo

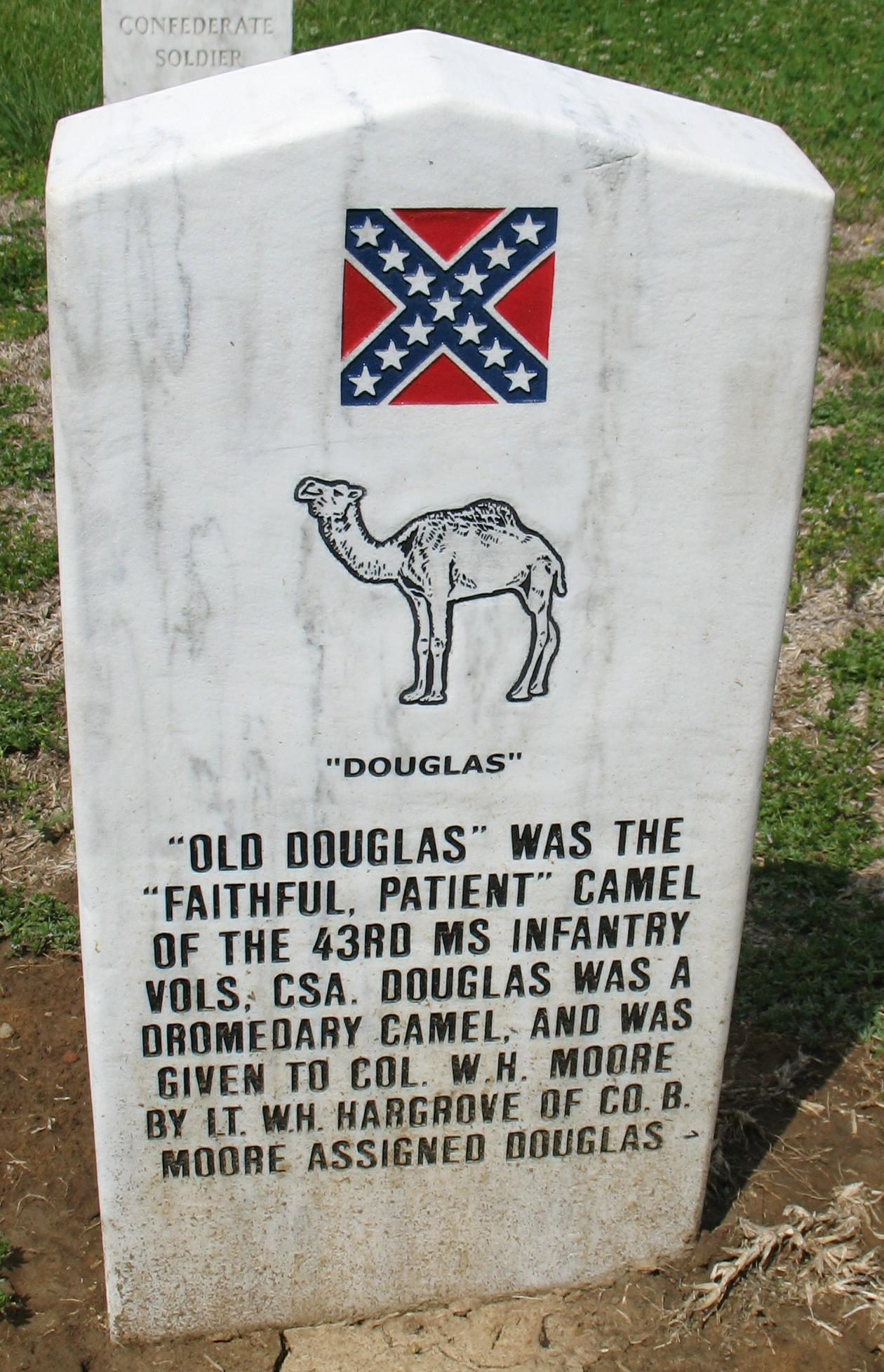
Marcador para Douglas, o camelo, no Cemitério Cedar Hill, Vicksburg, Mississippi

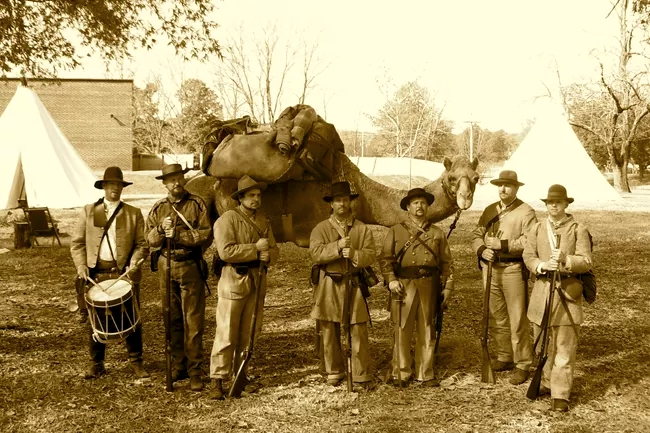
Velho Douglas e reencenadores da Guerra Civil da 43ª Infantaria do Mississippi em 2016

Douglas, o Camelo, ou “Velho Douglas”, foi um camelo domesticado usado pela Companhia A da 43ª Infantaria do Mississippi, parte do Exército Confederado durante a Guerra Civil Americana. Por causa do Velho Douglas, a 43ª Infantaria do Mississippi passou a ser conhecida como Regimento Camelo.
Douglas não era um veterano do programa do Departamento de Guerra dos EUA chamado Experimento do Camelo do Texas, que tinha como objetivo fazer experiências com camelos como uma possível alternativa aos cavalos e mulas, que estavam morrendo de desidratação em grande número. Jefferson Davis, que ascendeu ao cargo de Secretário de Guerra dos Estados Unidos em 1853, foi um forte defensor do programa e usou sua influência política para fazer o experimento acontecer. Durante o mesmo período do Experimento do Camelo do Texas, outros camelos estavam sendo importados privadamente para Mobile, Alabama. De acordo com relatos de jornais no Alabama e no Mississippi, os fazendeiros tentaram fazer experiências com camelos para trabalhos agrícolas. "Velho Douglas" foi comprado por William Hargrove e foi inicialmente dado ao Coronel W.H. Moore pelo 1º Tenente William Hargrove quando ele se juntou à 43ª Infantaria do Mississippi. Além de ser um mascote, Moore designou Douglas para a banda do regimento, carregando instrumentos e mochilas.

## Serviço ativo
Embora os homens tentassem tratar o Velho Douglas como um cavalo, o camelo era conhecido por se soltar de qualquer amarra e, eventualmente, foi autorizado a pastar livremente. Apesar de não estar preso, ele nunca se afastou muito dos homens. Os cavalos da infantaria temiam o Velho Douglas, e há registros de que ele assustou um cavalo e o fez começar uma debandada, o que supostamente feriu muitos e possivelmente acabou matando um ou dois cavalos.
O primeiro serviço ativo do Velho Douglas foi com o General Sterling Price na campanha de Iuka. Ele também participou da Batalha de Corinto em 1862. Ele permaneceu no regimento até o Cerco de Vicksburg, onde acabou sendo morto por atiradores de elite da União. Enfurecidos com sua morte, os homens juraram vingá-lo. O Coronel Robert S. Bevier convocou seis dos seus melhores atiradores e com sucesso atirou no culpado. Sobre o assassino de Douglas, Bevier teria dito: “Recusei-me a ouvir o seu nome e fiquei feliz ao saber que ele tinha sido gravemente ferido”. Outra teoria comumente atribuída é de que Douglas teria sido devorado durante o Cerco de Vicksburg por soldados confederados famintos.

## Recepção
Atualmente o Velho Douglas está sendo homenageado com sua própria lápide no Cemitério Cedar Hill, em Vicksburg, Mississippi. Ele, juntamente com outros camelos usados durante a guerra, não foi esquecido pelos historiadores nem pelos reconstituidores da Guerra Civil Americana. Atualmente, existe um grupo chamado Texas Camel Corps, cuja missão é promover as histórias de camelos, como o Velho Douglas, usados durante a Guerra Civil.